# Claudio Mutti
Pour les articles homonymes, voir Mutti.
Claudio Mutti, dit aussi Omar Amin, est un éditeur, philologue et essayiste italien, de tendance nationale-révolutionnaire, converti à l'islam, né en 1946 à Parme. Il dirige la revue de géopolitique Eurasia.

## Biographie
Claudio Mutti a enseigné pendant plus de trente ans le grec ancien et le latin dans le lycée classique de sa ville natale. Polyglotte (français, allemand, latin, grec, arabe classique, hongrois), il est aussi connaisseur de la langue et de la culture roumaines. Il a encore travaillé sur la philologie finno-ougrienne. Il est l'auteur d'une trentaine d'articles et d'essais sur le folklore magyar et sur la littérature hongroise.
En 1970, il obtient son doctorat avec une thèse sur l'influence de la langue roumaine sur la langue hongroise. Entre 1970 et 1974, il est chercheur à l'institut de philologie finno-ougrienne de l'université de Bologne. En 1979, il obtient une chaire à l'Istituto italiano di Cultura de Bucarest. Mais la même année, le député communiste Antonello Trombadori, membre du Comité Central du PCI, demande, lors d'une motion parlementaire, que la chaire de Claudio Mutti lui soit retirée, sous le motif qu'il aurait contribué à l'évasion de Franco Freda. Mutti perd son emploi.

### Parcours politique
Il commence à militer politiquement au début des années 1960, alors qu'il n'a que quatorze ans. Il adhère à l'organisation de jeunesse du MSI, Giovane Italia, mais en est exclu pour « extrémisme » .
Il devient ensuite un des premiers militants de la branche italienne de Jeune Europe, organisation dirigée par le Belge Jean Thiriart. Mutti, qui a rencontré Thiriart à Parme en 1964, est rédacteur en chef, de 1966 à 1970, de La Nazione Europea, la revue mensuelle de la branche italienne de Jeune Europe.
Dès la dissolution de Jeune Europe, en 1969, il rejoint l'Organizzazione Lotta di Popolo, fondée la même année. Il crée, au début des années 1970, les Amitiés italo-libyennes avec Claudio Orsi. Celui-ci est, lui aussi, un ancien membre de Jeune Europe, neveu de Italo Balbo, et devenu maoïste : il est le fondateur des Centres d'études et d'application de la pensée Mao Zedong, ainsi que de l'association Italie-Chine,.
En juin 1974, Mutti est arrêté et accusé d'être impliqué dans l'affaire de l'Ordine Nero, une organisation nationale-révolutionnaire souterraine. Au moment de son arrestation, il est en possession de la carte du Parti socialiste, de celle du groupe Potere Operaio, et de celle du syndicat CGIL (la CGT italienne). Au bout de cinq mois de prison, il est blanchi et relâché mais accusé d'avoir aidé Franco Freda à quitter l'Italie alors qu'il était assigné à résidence.
En 1978, il commence à collaborer à la revue francophone d'orientation « évolienne » Totalité. Il signe certains de ses articles sous les pseudonymes de Feirefiz et d' Occhiali.
Le 26 août 1980, le procureur de Bologne émet des mandats d'arrêt contre vingt-huit militants des Noyaux armés révolutionnaires, parmi lesquels Claudio Mutti qui, soupçonné d'avoir participé à l'attentat de la gare de Bologne, est emprisonné,,. Tous sont libérés de prison en 1981.
Le politologue français Stéphane François affirme, sans donner ni date ni source, que Claudio Mutti aurait été député. Cette affirmation se révèle totalement erronée.

## Claudio Mutti et l'Islam

### Du soutien aux révolutions islamiques à la conversion
Dans les années 70, l'attitude politique consistant à se chercher des alliés dans le monde arabe et musulman est assez courante dans les milieux nationaux-révolutionnaires. Mais Claudio Mutti attire l'attention, dans son milieu politique, par l'intérêt soutenu qu'il manifeste pour l'Islam, pour le mysticisme et les cultures moyennes-orientales. En 1975, il publie deux livres qui en témoignent: La Rivoluzione Culturale Libica et  Gheddafi Templare di Allah. Le premier est une apologie de la révolution libyenne de Mouammar Khadafi. Le deuxième est un recueil de discours du chef de la Jamahiriya arabe libyenne, auquel Mutti décerne le titre de « templier d'Allah ».
Enthousiasmé par la Révolution islamique d'Iran, il crée en mars 1979 l'association Europa-Islam, dans le but d'apporter un soutien actif au nouveau régime iranien. L'association organise des conférences et des campagnes d'affichages dans plusieurs villes italiennes.
Il se convertit à l'Islam en 1978. Pour lui, deux voies traditionnelles seulement seraient accessibles à l'homme occidental: le Christianisme et l'Islam. Mais, selon lui, le Christianisme aurait perdu son caractère ésotérique et ne pourrait donc plus conférer une véritable initiation. La seule voie restante, convenant à « l'homme de la Tradition », serait donc l'Islam. En 1985, il publie l'article « Pourquoi j'ai choisi l'Islam » dans la revue Eléments, en exergue d'un dossier consacré aux peuples arabes. Lors de sa conversion, il prend le nom d'Omar Amin, en l'honneur de Johann von Leers, officier nazi devenu conseiller politique de Gamal Abdel Nasser.

### La revueJihâd
Il collabore, dès sa création, à la revue Jihâd, soutenue par l'ambassade d'Iran en Italie, paraissant uniquement en italien. Les principaux animateurs de la revue sont, outre Claudio Mutti, Jean-Louis Duvigneau, militant nationaliste-révolutionnaire français converti à l'islam, et un autre Italien, Giovanni Oggero, fondateur d'une petite maison d'édition, Arktos, conseiller régional du MSI dans le Piémont, et également converti à l'islam. L'existence de Jihâd sera toutefois de courte durée : fondée en 1981, elle cesse sa parution à la fin de l'année 1986.

### Contre les «islamophobes»
L'essayiste franco-italien Alexandre del Valle qualifie Claudio Mutti de « leader de la mouvance « brun-vert » » en Italie. Selon lui, il est membre du groupe ultra-radical des Mourabitoun.
En 2008, il rédige la préface du livre Les Croisés de l'oncle Sam : une réponse européenne à Guillaume Faye et aux islamophobes, publié par Jean-Louis Duvigneau sous le pseudonyme de Tahir de La Nive. L'auteur est un militant nationaliste-révolutionnaire français qui, comme Mutti, s'est converti à l'Islam.

## Les éditionsAll'insegna del Veltro
Claudio Mutti traduit et publie en 1976 une réédition commentée des Protocoles des Sages de Sion, dans laquelle il intègre des textes de Julius Evola sur la « question juive » et la « guerre occulte ».
Il fonde en 1978 sa propre maison d’édition, All'insegna del Veltro, dont le siège est à Parme. Il y publie les études qu'il a consacrées lui-même à Mircea Eliade, Emil Cioran, Friedrich Nietzsche, René Guénon, Julius Evola, Werner Sombart et des auteurs français traduits par lui-même, comme Jean de la Fontaine ou Drieu la Rochelle.
Il y publie aussi de nombreux ouvrages traitant d'ésotérisme, du symbolisme traditionnel, de science des religions, des traductions des philosophes de la Grèce antique, des travaux d'histoire médiévale et contemporaine. Dans son catalogue, on trouve aussi des rééditions d'auteurs comme Julius Evola, Corneliu Codreanu, Johann von Leers, René Guénon, Frithjof Schuon, Henry Corbin, Béla Hamvas, Werner Sombart, Drieu La Rochelle, Robert Brasillach, Karl Haushofer, Savitri Devi, Robert Faurisson.
Il y édite encore des œuvres de nationalistes arabes, comme Gamal Abdel Nasser, Muhammar El Kadhafi et Michel Aflaq, des auteurs islamiques, comme l’ayatollah Rouhollah Khomeini  et le philosophe Gejdar Djemal, et des marxistes dissidents, comme Costanzo Preve et Guennadi Ziouganov.
Il est devenu en 2011 le rédacteur en chef et l'éditeur de la revue de géopolitique Eurasia.

## Ouvrages

### Titres en italien
- Gheddafi, templare di Allah. La Rivoluzione libica nei discorsi di Mo'ammar El-Gheddafi, Ar, Padoue, 1975.
- Ebraicità ed ebraismo, Edizioni di Ar, 1976, 218 p.
- Pittura e alchimia: il linguaggio ermetico del Parmigianino, All'insegna del Veltro, 1978, 50 p.
- Simbolismo e arte sacra : il linguaggio segreto dell'Antelami, Edizioni All'insegna del Veltro, 1978, 67 p.
- [sous pseud. Feirefiz] La Via del cuore. Testi dell'esoterismo islamico, Arktos, Carmagnole, 1979.
- Il nazismo e l'islam, Barbarossa, 1986, 19 p.
- Mircea Eliade e la Guardia di Ferro, Roma, All'insegna del Veltro, 1989

### Traductions françaises
- Le symbolisme dans la fable. Les racines métahistoriques des contes de fées, Paris, Guy Trédaniel, 1979.
- Symbolisme et art sacré en Italie. Du Baptistère de Parme aux peintres hermétistes de la Renaissance, Milan, Arché, 1980.
- Introduction à l'œuvre de Werner Sombart, Chalon-sur-Saône, Éditions Hérode, 1993, 47 p. (traduit par Philippe Baillet)
- Les plumes de l'Archange. Quatre intellectuels roumains face à la Garde de fer : Nae Ionescu, Mircea Eliade, Emil Cioran, Constantin Noica, Chalon-sur-Saône, Éditions Hérode, 1993, 143 p. (traduit par Philippe Baillet)
- Nietzsche et l'Islam, Chalon-sur-Saône, Éditions Hérode, 1994, 47 p. (traduit par Philippe Baillet, préf. Christophe Levalois)
- Art totalitaire, art national-socialiste, Nantes, Ars Magna, 1998, 20 p.
- La Grande Influence de René Guénon en Roumanie, suivi de Julius Evola en Europe de l'Est, Akribeia, Saint-Genis-Laval, 2002.
- Julius Evola et l'Islam, Nantes, Ars Magna, 2004.
- Le nazisme et l'Islam, Nantes, Ars Magna, 2004.
- Mircea Eliade et la Garde de Fer, Paris, Avatar, 2005, 94 p.
- Maoïsme et tradition, Nantes, Éditions Ars Magna, 2021, 25 p.  (ISBN 978-2383560081)

### Articles
- « La théocratie impériale de Frédéric II Hohenstaufen », Totalité, no 6, 1978, p. 16-33.
- « Rome et La Mecque », Totalité, no 7, mars 1979, p. 14-18.
- « La renaissance islamique et le danger moderniste », Totalité, no 8, 1979, p. 40-49, Les communautés musulmanes d'Europe,, p. 59-61, Bibliographie islamique, ibidem, p. 63-73.
- « Monothéisme et paganisme », Totalité, no 10, 1979, p. 12-19.
- « Pourquoi j'ai choisi l'Islam », Éléments, no 53, printemps 1985, p. 37-39.
- « Evola et Nasser », pp. 121-126 de Evola - Envers et contre tous ! (ss la dir. de Thierry Jolif), Avatar Éditions, 2010, 195 p.